# Эггебрехт, Ганс Генрих
Ганс Генрих Эггебре́хт, правильней Э́ггебрехт (нем. Hans Heinrich Eggebrecht; 5 января 1919[…], Дрезден — 30 августа 1999[…], Фрайбург-им-Брайсгау) — немецкий теоретик музыки, лексикограф и педагог, один из наиболее авторитетных немецких музыковедов XX века.

## Биография и научная деятельность
После окончания Второй мировой войны (принимал участие в военных действиях в Крыму и лишился одного глаза) в 1945—1948 гг. учился у Рихарда Мюнниха, Ганса Иоахима Мозера и Макса Шнайдера в Веймаре, Берлине, Йене. Защитил докторскую диссертацию о Мельхиоре Вульпиусе в Йенском университете в 1949 году. С 1951 года до конца жизни преподавал музыковедческие дисциплины в университете Фрайбурга (с 1961 года ординарный профессор и декан музыкального факультета). В 1955 году во Фрайбурге защитил вторую диссертацию (Habilitation, научный консультант Вилибальд Гурлитт) по теме «Studien zur musukalischen Terminologie». В 1956-57 годах — заведующий кафедрой музыковедения в университете Гейдельберга. С 1964 года — главный редактор авторитетного музыковедческого журнала «Archiv für Musikwissenschaft». Главный редактор (после смерти Гурлитта) тома Sachteil 12-го издания «Музыкального словаря» Римана (1967), который кардинально переработал в части теории музыки; написал для этого словаря ряд установочных статей, в том числе, статью «Musik» (S. 601—604).
На протяжении многих лет сотрудничал с К. Дальхаузом (в том числе написал совместно с ним популярную брошюру «Что такое музыка»), выступил соредактором нового (и последнего) издания римановского словаря, под названием «Brockhaus-Riemann-Musiklexikon». В 1972—1999 годах — главный редактор «Словаря музыкальных терминов» (Handwörterbuch der musikalischen Terminologie), который по сей день остаётся образцовым с точки зрения музыкальной лексикографии и методологии исторического изучения терминов. В 1984 г. выступил редактором и одним из авторов 5-го тома новой «Истории музыкальной теории», посвящённого многоголосной музыке Средневековья.
Среди учеников Эггебрехта — известные немецкие музыковеды Клаус-Юрген Закс,
Фриц Реков (Reckow), Рейнхольд Бринкман (Brinkmann), Альбрехт Ритмюллер (Riethmüller) и Петер Андрашке (Andraschke), композитор Вольфганг Рим и другие.
Основные научные интересы Эггебрехта — музыкальная терминология, музыкальная эстетика (главным образом, проблема взаимосвязи музыки и слова), история и теория музыки западноевропейского Средневековья, немецкая музыка эпохи барокко (особенно Г. Шютца), история органостроения и органной музыки. Книги и статьи Эггебрехта переведены на многие европейские языки (кроме русского).

## Книги
- Heinrich Schütz. Musicus poeticus. Göttingen, 1959; 2te verbess. Aufl. 1984.
- Ordnung und Ausdruck im Werk von Heinrich Schütz. Kassel, 1961.
- Die Orgelbewegung. Stuttgart, 1967.
- Schütz und Gottesdienst: Versuch über das Selbstverständliche. Stuttgart, 1969.
- (zusammen m. Frieder Zaminer) Ad organum faciendum: Lehrschriften der Mehrstimmigkeit in nachguidonischer Zeit. Mainz, 1970.
- Die Musik Gustav Mahlers. München, 1982.
- Bachs Kunst der Fuge: Erscheinung und Deutung. München, 1984.
- (mit Carl Dahlhaus) Was ist Musik? Wilhelmshaven, 1985.
- Musik im Abendland: Prozesse und Stationen vom Mittelalter bis zur Gegenwart. München: Piper, 1991. 838 SS. ISBN 978-3-492-02918-6.
- Bach — wer ist das? Zum Verständnis der Musik J.S. Bachs. München, 1992
- Musik verstehen. München, 1995
- Die Musik und das Schöne. München, 1997

## Сборники статей
- Musikalisches Denken. Aufsätze zur Theorie und Ästhetik der Musik. Wilhelmshaven, 1977.
- Sinn und Gehalt: Aufsätze zur musikalischen Analyse. Wilhelmshaven, 1979; 2te Aufl., 1985

## Статьи (выборка)
- Melchior Vulpius // Festschrift Max Schneider zum achtzigsten Geburtstage, hrsg. v. W. Vetter. Leipzig, 1955
- Ars musica. Musikanschauung des Mittelalters und ihre Nachwirkungen // Die Sammlung. Zeitschrift für Kultur und Erziehung, 12 (1957)
- Arten des Generalbasses im frühen und mittleren 17. Jh. // Archiv für Musikwissenschaft 14 (1957)
- Walthers musikalisches Lexikon in seinen terminologischen Partien // Acta musicologica 29 (1957)
- Barock als musikgeschichtliche Epoche // Aus der Welt des Barocks. Stuttgart, 1957
- Zum Figur-Begriff der Musica poetica // Archiv für Musikwissenschaft 16 (1959)
- Musik als Tonsprache // Archiv für Musikwissenschaft 18 (1961)
- Machauts Motette Nr. 9 // Archiv für Musikwissenschaft 19-20 (1962-3), SS.281-93; 25 (1968), SS.173-95
- Funktionale Musik // Archiv für Musikwissenschaft 30 (1973), SS.1-25
- Musikalisches Denken // Archiv für Musikwissenschaft 32 (1975), S.228-240
- Vertontes Gedicht: über das Verstehen von Kunst durch Kunst // Dichtung und Musik: Kaleidoscop ihrer Beziehungen, hrsg. v. G. Schnitzler. Stuttgart, 1979, SS.36-69
- Die Mehrstimmigkeit von ihren Anfängen bis zum 12. Jahrhundert // Die mittelälterliche Lehre von der Mehrstimmigkeit. Darmstadt, 1984, SS.9-87 (в серии «Geschichte der Musiktheorie»)
- Musikalisches und musiktheoretisches Denken // Ideen zu einer Geschichte der Musiktheorie, hrsg. v. F. Zaminer. Darmstadt, 1985, SS.40-58.
- Terminologie der Musik im 20. Jahrhundert. Handwörterbuch der musikalischen Terminologie. Sonderband 1. Stuttgart, 1995

## Справочники и другие книги под редакцией Эггебрехта
- (mit Willibald Gurlitt) Riemann Musiklexikon. Sachteil. Mainz, 1967.
- Handwörterbuch der musikalischen Terminologie. Wiesbaden, Stuttgart, 1972—2002.
- (mit Carl Dahlhaus) Brockhaus-Riemann-Musiklexikon. Wiesbaden 1978-79.
- Orgel und Ideologie. Göttweig, 1983.
- Geschichte der Musiktheorie. Bd. 5: Mittelalterliche Lehre von der Mehrstimmigkeit, hesg. v. H. H. Eggebrecht u.a. Darmstadt: Wissenschaftliche Buchgesellschaft, 1984.
- Orgel-Colloquium. Berlin 1988.
- Orgelbau und Orgelmusik in Russland. Murrhardt, 1991.